# Pianosonate nr. 10 (Mozart)
Pianosonate nr. 10 in C majeur, KV 330, is een pianosonate van Wolfgang Amadeus Mozart. Hij schreef het stuk, dat circa 17 minuten duurt, in 1782.

## Onderdelen
De sonate bestaat uit drie delen:
- I Allegro moderato
- II Andante cantabile
- III Allegretto

### Allegro moderato
Dit is het eerste deel van de sonate. Het stuk is rustig en kalm en duurt ongeveer 5 minuten. Het heeft een 2/4-maat en staat in C majeur.

### Andante cantabile
Dit is het tweede deel van de sonate. Het stuk duurt ongeveer 7 minuten, heeft een 3/4-maat en staat in F majeur.

### Allegretto
Dit is het derde en laatste deel van de sonate. Dit is het deel met de meeste energie en duurt circa 5 minuten. Het stuk heeft een 2/4-maat en staat in C majeur.